# 신마루노우치 빌딩
신마루노우치 빌딩(일본어: 新丸の内ビルディング)은 일본 도쿄도 지요다구 마루노우치에 있는 마천루이다. 2007년 4월 19일 준공되었다. 지하 1층부터 7층까지 브랜드가 많이 입점해 있다.

## 같이 보기
- 마루노우치
- 마루노우치 빌딩
- 일본의 마천루 목록
- 도쿄도의 마천루 목록